# West Side Highway

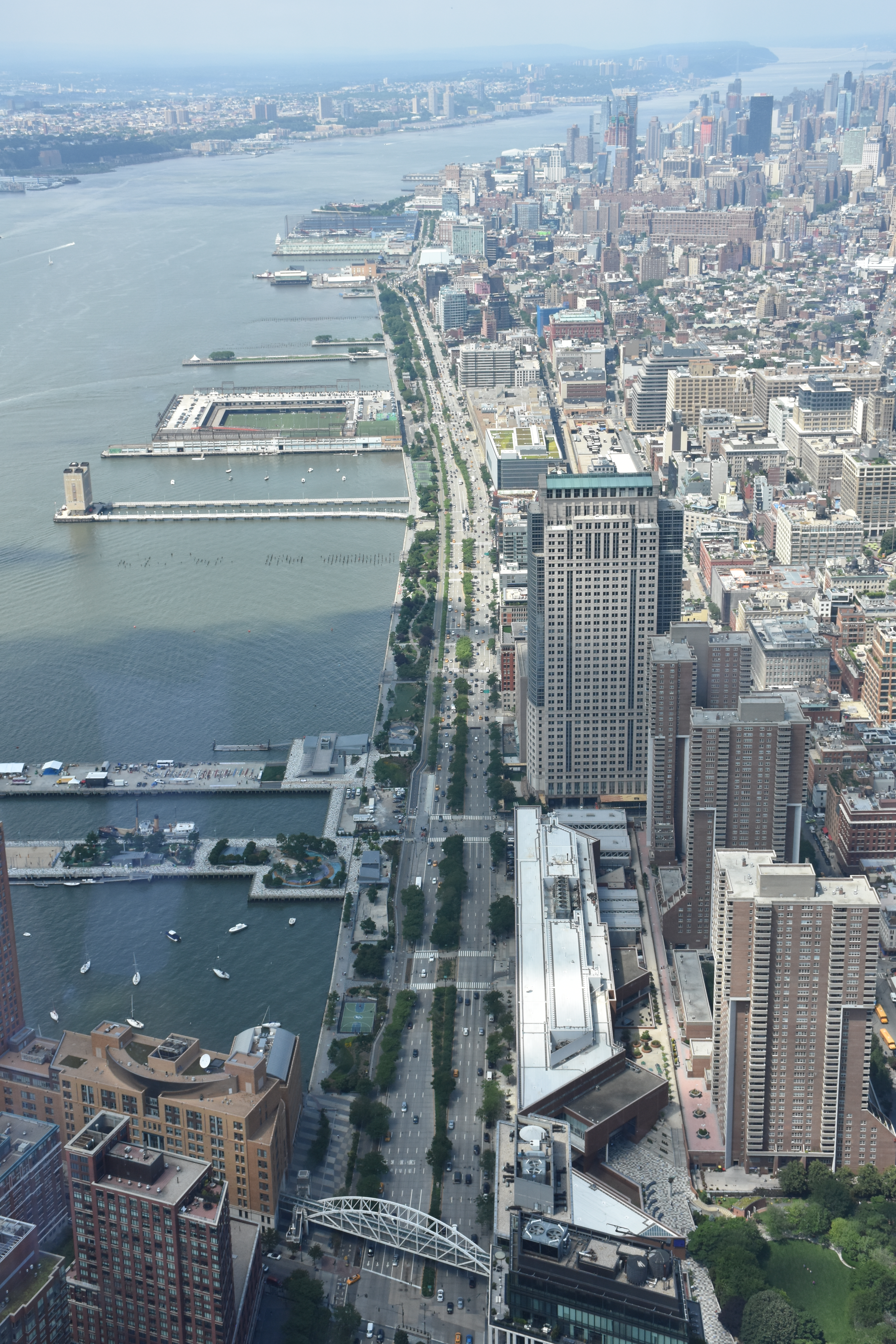
Vista desde el One World Trade Center

La Autopista Joe DiMaggio (en inglés: Joe DiMaggio Highway), comúnmente llamada como West Side Highway (en español: Autopista del Lado Oeste) y antiguamente conocida como la Autopista Miller (en inglés: Miller Highway), es una sección de autopista, mayormente en superficie, de la Ruta Estatal de Nueva York 9A (NY 9A) de 8.72 kilómetros que va desde la Calle 72 Oeste a lo largo de la orilla del río Hudson hasta la punta sur de Manhattan en Nueva York. Remplazó a la Autopista Elevada del Lado Oeste, construida entre 1929 y 1951, que fue cerrada en 1973 debido a descuido y falta de mantenimiento y fue desmantelada en 1989. El término "Autopista del Lado Oeste" usualmente se usa mal para referirse a la vía que se extiende hacia el norte de la calle 72 que, en realidad, se llama Henry Hudson Parkway.
La actual autopista fue terminada el 2001 pero requirió reconstrucción luego de los ataques del 11 de septiembre de ese año cuando el derrumbe del World Trade Center causó que cayeran escombros en las áreas cercanas dañando la autopista. Utiliza las calles de la superficie que existieron antes de la construcción de la autopista elevada: West Street, la Undécima Avenida y la Duodécima Avenida. Una corta sección de esta última aún existe entre las calles 125th y 138th Streets, debajo del viaducto de Riverside Drive. La Undécima Avenida es una calle aparte al norte de la calle 22. Porción entre la calle 42 Oeste y Canal Street es parte de la Autopista Lincoln.

## Descripción de la ruta
La autopista es un bulevar urbano de entre seis y ocho carriles cuya parte norte, entre la calle 59 y la calle 72 (desde donde se convierte en la Henry Hudson Parkway), está elevada sobre un antiguo patio de trenes adyacente a las vías férreas que aún son utilizadas por Amtrak. Los camiones y buses pueden circular sólo en la parte de la vía que se extiende a nivel de la superficie. La autopista tiene tres nombres: West Street desde el Battery Park Underpass hasta la Décima Avenida, luego Undécima Avenida hasta la calle 22, y finalmente, Duodécima Avenida hasta la calle 59.

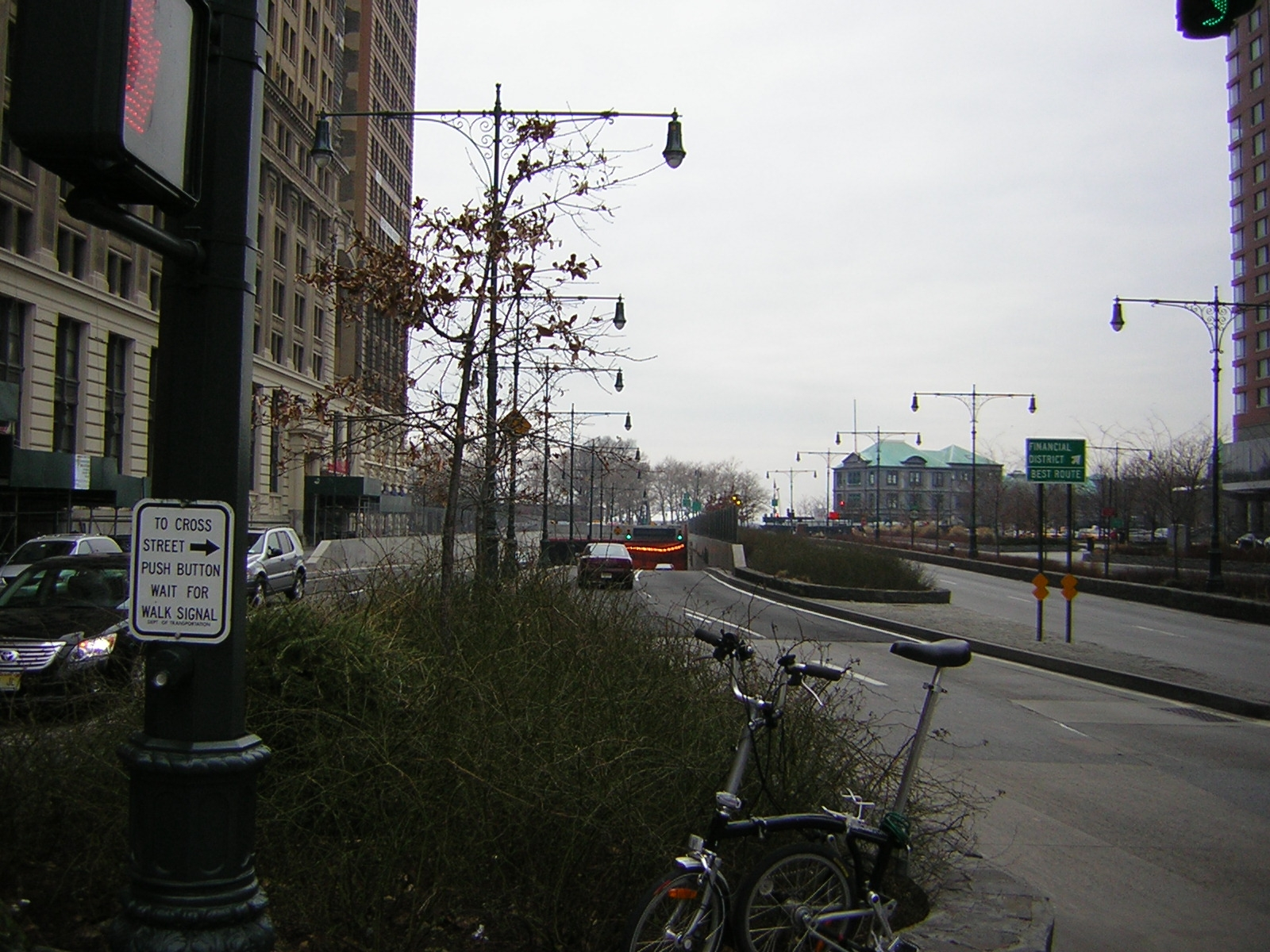
Inicio de West Street y de la West Side Highway desde el Battery Park Underpass

### West Street
La autopista empieza en Battery Park cerca a la entrada del Túnel Brooklyn Battery donde también recibe tráfico del extremo sur de la Franklin D. Roosevelt East River Drive. Desde ahí, la vía pasa colindante con el sitio del World Trade Center en Vesey Street.  Continúa con este nombre pasando por numerosos embarcaderos a lo largo del río Hudson hasta Gansevoort Street en el Meatpacking District donde se convierte en la Undécima Avenida.

### Undécima Avenida
La Undécima Avenida empieza justo al norte de la intersección con la Décima Avenida. La autopista concurre con la Undécima Avenida al norte de este punto, pasando por el parque de la calle 14 en el cruce con esta calle. La autopista continúa con este nombre a lo largo de los embarcaderos de Chelsea hasta que llega a la calle 22 donde la autopista se separa de la Undécima Avenida formando la Duodécima Avenida.

### Duodécima Avenida
En la calle 22, la autopista continúa como la Duodécima Avenida pasando por el Chelsea Waterside Park.  Pasa justo al oeste del Javits Center desde la calle 34 hasta la calle 38 y sobre el túnel Lincoln en la calle 39. La vía continúa más allá del Intrepid Sea, Air & Space Museum y los embarcaderos 84 al 92, un imponente edificio terminal de cruceros. En la calle 54, la Duodécima Avenida empieza a ser una autopista con vías auxiliares con estas acompañándola hasta la calle 59. Desde ese punto, la Duodécima Avenida se convierte en una pista elevada hasta la calle 72 donde la autopista se convierte en la Henry Hudson Parkway.

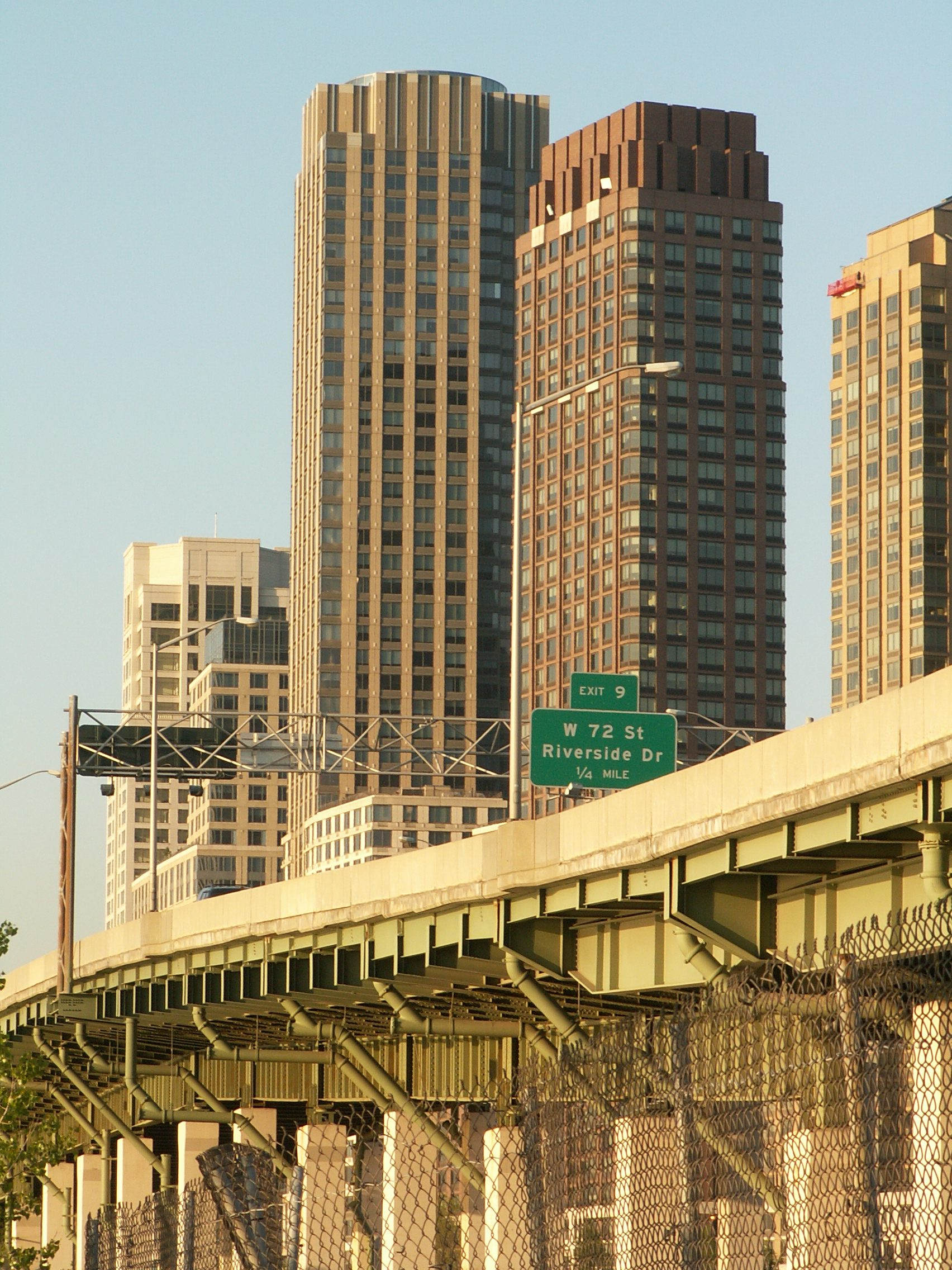
La última porción elevada de la West Side Highway por el complejo de departamentos Riverside South

## West Side Elevated Highway
Varias propuestas circularon en los años 1920 para construir una vía expresa en el lado oeste de Manhattan. Entre las propuestas destacan:
- Vía de dos pisos tren/autopista – El New York Central Railroad propuso construir una vía elevada de dos pisos (autopista/tren) desde la calle 72 al norte hasta Canal Street al sur. Esta vía podría ser construida por inversión privada y sin costo alguno para la ciudad. Evitaría un total de 106 intersecciones en 84 cuadras. El proyecto encontró oposición porque se temió que podría generar un monopolio de los servicios ferroviarios de carga.
- Propuesta de un edificio de diez pisos tren/autos/oficina/people mover de Hencken – El ingeniero John Hencken propuso un exótico complejo de diez pisos que contaría en su estructura con una línea subterránea de trenes de carga, una pista a nivel de la superficie y un people mover encima de esta. Todo coronado por diez pisos de departamentos y oficinas. Finalmente, una autopista iría en la parte superior del edificio de diez pisos.[2][3] Una alternativa similar fue ofrecida por Benjamin Battin.[cita requerida]

El presidente del borough de Manhattan Julius Miller dijo que algo tenía que ser hecho de inmediato y por último apoyó el plan para la construcción de la West Side Elevated Highway. La propuesta inmediatamente encontró gran oposición. El City Club y el alcalde James J. Walker se opusieron a la construcción de autopista elevada porque bloquearía el tráfico de carga de los muelles en la orilla del río. En ese tiempo, West Street tenía una "avalancha diaria de carga y pasajeros", y estaba "encerrada por una línea continua de cobertizos y estructuras portuarias" que bloqueaban la vista no sólo del río sino también de los barcos que estaban siendo estibados. Además el comercio que se hacía en esos muelles y embarcaderos era vital para la economía de la ciudad. Ellos creían que los planes de construcción de una vía expresa debían esperar hasta que las vías férreas de los ferrocarriles que pasaban por esa vía fueran retiradas y que, entonces, se haría evidente que una autopista elevada no era necesaria. Muchos objetaron también que se vería fea. Finalmente, en 1929, la construcción empezó y la sección entre Canal Street y la Calle 72 Oeste fue terminada en 1937, con una "extensión sur" hacia el túnel Brooklyn-Battery que fue terminada en 1951.

### Avenida de la muerte

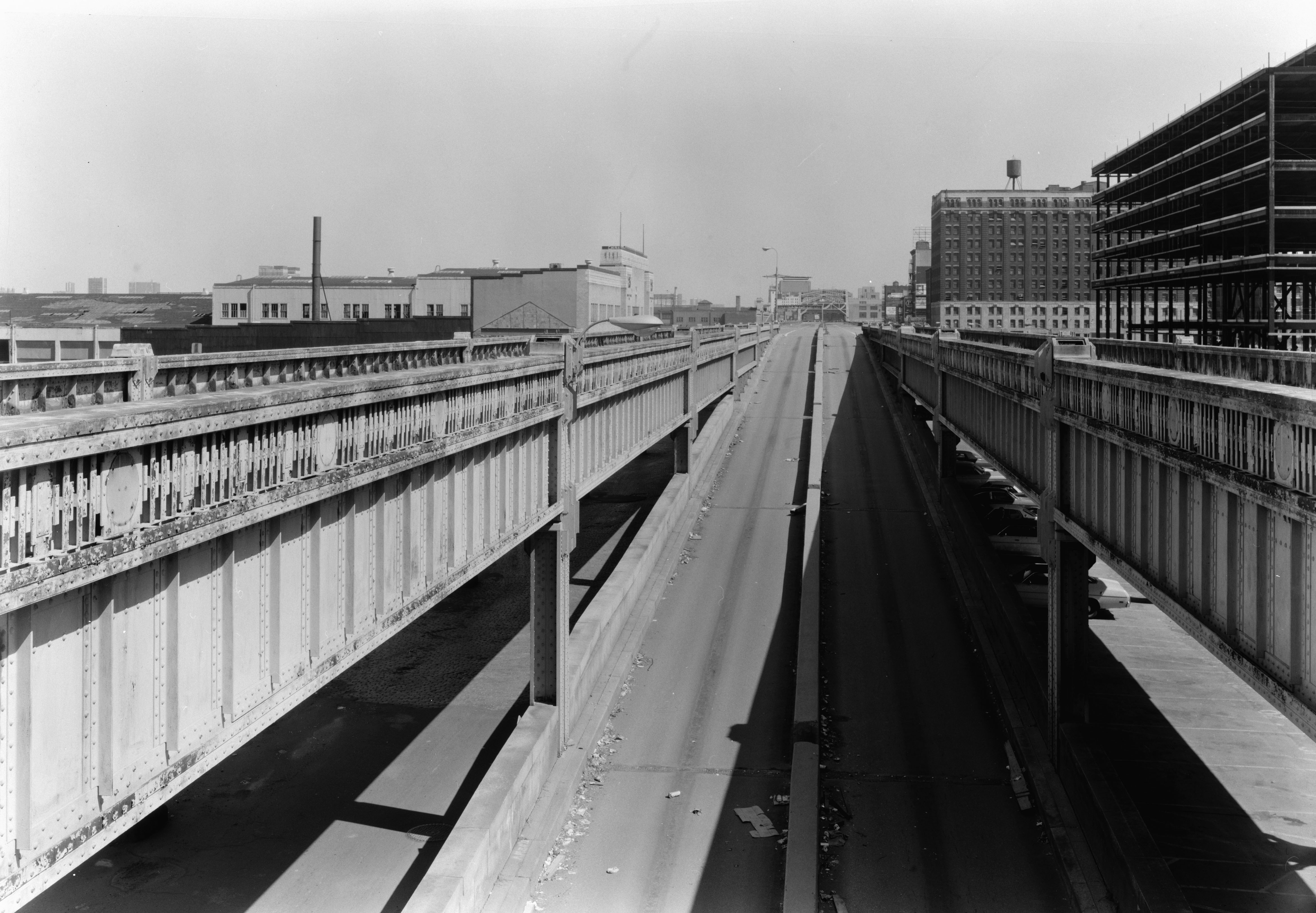
Antigua autopista elevada, vista al norte desde las rampas en Chambers Street.

Antes de que se construyera la West Side Highway, la vía a lo largo del río Hudson tenía bastante tráfico con gran parte del mismo cruzando la vía hacia las dársenas y los transbordadores. En la calle 22, la mayor parte del tráfico seguía rumbo norte por la Undécima Avenida junto con la West Side Line del New York Central Railroad (NYCRR). Este sector era conocido por muchos como la "Death Avenue" (en inglés: Avenida de la muerte) por la cantidad de choques entre trenes y vehículos.
La primera propuesta para una autopista elevada a lo largo del lado oeste de Manhattan fue realizada por el comisionado de policía Richard Edward Enright el 12 de enero de 1924, en una carta a la Junta de Estimación de la Ciudad de Nueva York. La autopista debía tener 30 metros de ancho e ir rumbo norte desde Battery Park hasta la calle 72 utilizando las rutas de Riverside Drive, West End Avenue, o la Avenida Ámsterdam. De acuerdo con Enright, "durante las horas de negocio, West Street [era] la vía mas congestionada de la ciudad. Grandes cantidades de la mercadería que entraba a la ciudad [eran] manipulados en ese terreno vecino a West Street." Citó la congestión de tráfico como un costo extra a los negocios y un bloqueo para los carros de bomberos.

### Planes para la nueva autopista

#### Propuesta de autopista/vía férrea de dos pisos
El 2 de febrero de 1925, se anunció que el ferrocarril construiría una autopista elevada combinada de dos pisos (con la autopista arriba de la vía férrea) por $24 millones y sin costo para la ciudad. En ese tiempo, la Undécima Avenida era popularmente conocida como la "Avenida de la Muerte" por los peligros de la ruta. La estructura elevada eliminaría 106 intersecciones a lo largo de 84 cuadras. La propuesta se presentó luego de seis meses de negociaciones entre el presidente del borough de Manhattan Julius Miller y el NYCRR. La autopista planeada no llegaría hasta el Battery Park sino que terminaría en Canal Street, en el encuentro con el túnel Holland que se abriría al tráfico el 13 de noviembre de 1927. El extremo norte sería en la Calle 72 y Riverside Drive. Las rampas se planeaban construir en Canal Street, la calle 23, Riverside Drive, y por lo menos otras dos ubicaciones.
La Autoridad Portuaria de Nueva York y Nueva Jersey se opuso al plan, prefiriendo un plan de distribución de carga más comprensivo. Ellos criticaron a Miller por pretender impulsar el proyecto sin recibir las opiniones de la Autoridad Portuaria. La Autoridad Portuaria quería un sistema de terminales en tierra y ferrocarriles de circunvalación. De acuerdo con su presidente, Julian Gregory, era casi una certeza que la NYCRR no apoyaría el plan de la Autoridad Portuaria. También creía que darle a la NYCRR las pistas elevadas en el lado oeste generaría que esa empresa monopolizara el transporte de carga y aumentara los precios. La Autoridad Portuaria creía que el problema de fondo era principalmente de carga, pero la NYCRR y la ciudad consideraban que la idea principal era eliminar los cruces a nivel de la calle mediante una vía que los evitara y llevara el tráfico directamente.
Miller respondió señalando que algo tenía que hacerse de inmediato. Dijo que si la Autoridad Portuaria podía llevar adelante un plan comprensivo en cinco años, el daría su total apoyo. Apuntó que su plan era una parte de un "plan comprensivo para aliviar la congestión del tráfico": ya había ensanchado avenidas y removido varias vías elevadas en Midtown. Dijo que el proyecto no le daría a la NYCRR ningún derecho que no tuviera ya y que era sólo una reubicación de vías ya existentes. Las vías habían estado en la superficie por 55 años a pesar de las acciones legales que se tomaron en su contra y Miller señalaba que podrían estar por otros 50 años si no se hacía algo. Miller también recibió una carta del vicepresidente de la NYCRR, Ira Place, señalando que los costos de transporte de carga por ferrocarril se reducirían si la estructura elevada se construía. .

#### Propuesta de Miller de una autopista con una sola plataforma elevada

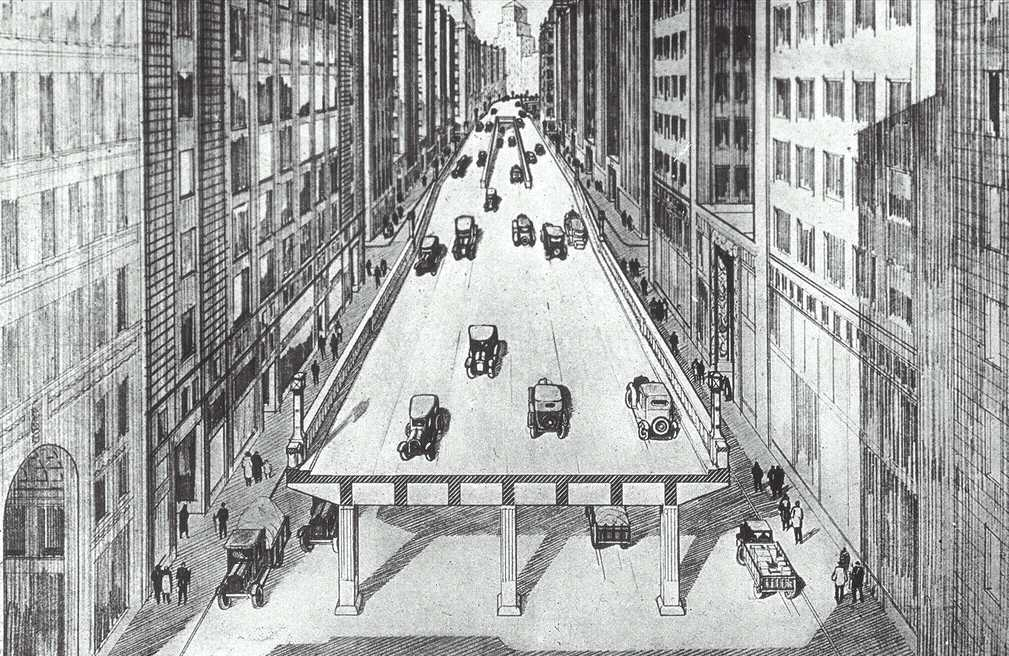
Un plan para la Arteria Central de Boston, basada en la West Side Highway

El 20 de enero de 1926, el presidente del borough de Manhattan, Julius Miller envió a la Junta de Estimación un plan para una autopista elevada con un costo de 11 millones que se construiría a cargo de la ciudad. La vía férrea elevada fue removida del plan toda vez que la NYCRR había presentado un proyecto distinto para elevar su vía por tramos y, por otros, hacerlo subterráneo (los remanentes de ese proyecto son conocidos hoy como la High Line). De acuerdo a Miller, habían dudas sobre quien sería propietario y quien haría el mantenimiento de aquella estructura dual. Había también objeciones a la altura de 12 metros que tendría esa estructura y a su ubicación al este de la línea de edificios de las calles ya existentes. La autopista elevada estaba pensada para conectarse con una avenida ya planificada (la actual Henry Hudson Parkway) en la calle 72, formando una autopista libre de intersecciones que se extendía desde Canal Street hasta la calle 129. La vía elevada iba a tener 18 metros de ancho, suficiente para seis carriles de tráfico pesado mientras que la vía a nivel de superficie sólo llevaría tráfico local por debajo de la autopista. Las rampas de acceso estarían en Canal Street, Christopher Street, la calle 14, la calle 23, la calle 34, la calle 42, y la calle 57. El tráfico de baja velocidad utilizaría los carriles izquierdos debido a que las rampas de salida estarían a ese lado. Esto contrastaba con el actual método de utilizar el carril izquierdo para adelantar por lo que las rampas se ponen a la derecha y contrastaba también con el método que se utilizó en los años 1950 que ponía rampas en el lado que fuera más fácil. La autopista llevaría buses lo que, de acuerdo con Miller, haría que "sus ventajas y sus vistas sean accesibles a toda la población". Sugirió que el nombre de la vía fuera "Hudson River Boulevard".
El 24 de abril de 1925, el gobernador Al Smith firmó una ley autorizando la construcción de la autopista. Los fondos para la obra de 11 millones iban a ser obtenidos por gravámenes a las propiedades a lo largo de la ruta; esto se consideró razonable debido a las ventajas obtenidas de la autopista por parte de aquellos que vivían en la ruta. La vía iba a tener 18 metros de ancho, un metro y medio más que la Quinta Avenida, y tendría un límite de velocidad de 48 km/h y se elevaría unos 6.1 metros sobre la superficie. Se construiría de acero, con un frente de cemento. Una vereda de 1 metro sería construida para los peatones, aunque la autopista iba a ser principalmente para el tráfico vehicular. Las rampas de dos cuadras de largo serían provistas con accesos de escaleras para entrar y salir. Los camiones sí podrían circular por la autopista.
La Junta de Estimación aprobó la autopista, con un costo de 13.5 millones, el 14 de junio de 1926. Sería construida de tal manera que luego pudiera añadirse una segunda plataforma por otros 9 millones si es que el tráfico aumentaba. El contralor Charles W. Berry cuestionó la propuesta hasta que se dio cuenta de que el dinero provendría de gravámenes especiales, entonces estuvo de acuerdo con el proyecto.
El 10 de noviembre de 1926, la Comisión del Fondo de Amortización votó por dar a la ciudad el título sobre la propiedad de la orilla a lo largo de la autopista propuesta. Los planos estaban vinculados a un plano de la ciudad para la construcción de más embarcaderos para barcos de vapor que cruzaban el océano; debido a que la autopista requería terrenos ganados al ría entre las calles 47 y 51, fue más fácil combinar los proyectos y prevenir gastos adicionales.
El 17 de febrero de 1927, la junta de estimación adoptó los últimos planos para la autopista, estableciendo una audiencia para el 24 de marzo. Se dividió en dos partes. La primera iría desde Canal Street hasta la calle 59 y la segunda llevaría el tráfico sobre el patio ferroviario de la NYCRR en la calle 60 desde la calle 59 hasta la calle 72. La sección dos fue aprobada por la Junta de Estimación el 16 de agosto de 1928: la sección úna fue pospuesta hasta el 27 de septiembre debido a algunas objeciones. El 18 de octubre, la Junta de Estimación aprobó la sección uno. La autopista fue defendida por los comerciantes, incluyendo la Downtown League, la Fifth Avenue Association, la West End Association, y otras once organizaciones. Ellos citaron el mayor tráfico y la necesidad de una ruta de desvío para apoyar el proyecto que costaría poco en comparación a los beneficios que generaría. Miller habló en una reunión de la Market and Business Men's Association de los distritos de Greenwich Village y Chelsea el 30 de octubre de 1928, detallando los planes para la autopista. Se anunció que entre 90 y 100 comerciantes de carne y pollo en mercado de West Washington y el Gansevoort Market podrían ser desalojados para hacer espacio para la construcción de la autopista.
Algunos cambios menores a la autopista fueron aprobados el 20 de enero de 1929 en respuesta a varias objeciones. La alineación en el distrito de Chelsea se modificó ligeramente para evitar embarcaderos propuestos y el camino a través de los mercados fue realiniado para pasar sobre una esquina de la propiedad. Además, las rampas de la calle 14 fueron movidas al área entre las calles 19 y 23, donde podrían abarcar muchos mercados en la calle 14. Además, el mercado de West Washington no sería demolido y, en cambio, la autopista apoyar los techos de algunas de las tiendas.

#### Alternativas exóticas
Un plan alterno fue presentado por John Hencken, un ingeniero, y aprobado por Ernest P. Goodrich, ingeniero consultor del Plan Regional de Nueva york y Alrededores. Un corredor linear se construiría desde el Battery Park hasta Yonkers. Un ferrocarril de carga iría bajo tierra. A nivel de la superficie habrían carreteras a lo largo del corredor y una vereda adjunta interna. El mezzanine, entre el primer y el segundo piso, sería ocupado por espacio para oficinas. El segundo piso tendría un "pasillo rodante silencioso para el servicio de pasajeros", con cintas que irían a distintas velocidades hasta un máximo de 34 kilómetros por hora en el medio. Este servicio sería gratis y sería un sustituto para nuevos metros en el corredor. Sobre el segundo piso habría diez pisos de apartamentos, oficinas, negocios y otros usos apropiados para el vecindario. Estas serían la principal fuente de dinero para pagar por el proyecto. Una vía de alta velocidad, abierta a carros de pasajeros solamente, iría en el piso más alto. Los carros llegarían hasta el nivel superior a través de rampas en ambos extremos y elevadores en intervalos apropiados.
El Dr. Benjamin Battin, un profesor en el Swarthmore College, Pensilvania, tuvo un plan similar con un bulevar de ocho pisos de alto. El nivel de la superficie y el primer piso estarían conectados a los embarcaderos del río Hudson. El segundo y tercer piso llevarían trenes eléctricos de pasajeros. El segundo piso llevaría trenes hacia el norte y el tercero hacia el sur. Una playa pública de estacionamiento ocuparía los pisos cuarto y quinto, ayudando a pagar los bonos del proyecto. El sexto y séptimo piso llevarían cada uno vehículos de pasajeros con una velocidad máxima de 80 km/h. Una calzada que podría cambiar de sentido llevaría los carros en la dirección que requiera la hora punta y ocuparía los pisos octavo y noveno (el superior). Las rampas para los niveles superiores se pondrían cada 15 a 20 cuadras.

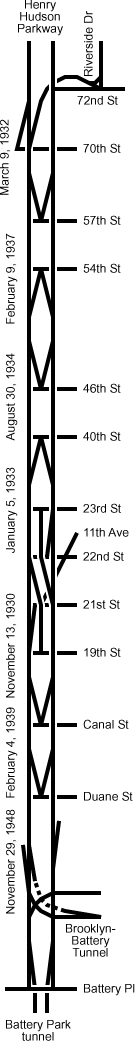

### Objeciones de la sociedad artística

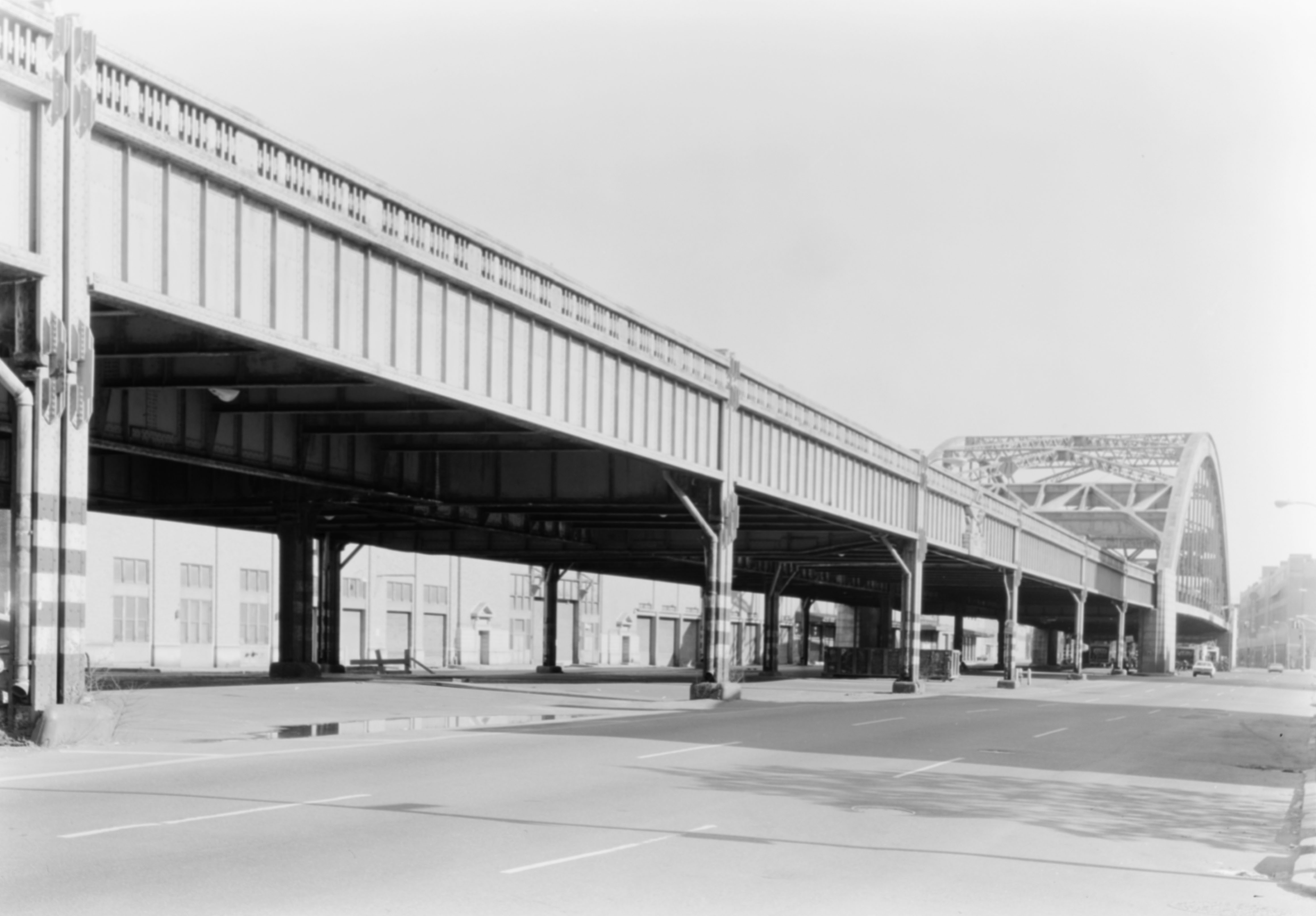
La antigua autopista elevada, vista al norte a través del puente sobre Canal Street

El plan fue criticado por Thomas Adams, director de la Regional Plan Association , en la reunión de 1927 de la Municipal Art Society. El desaprobaba la obra por su fealdad y ruido y sugería simplemente limpiar obstáculos a la vía de la superficie para mejorar el tráfico. Adams en cambio apoyaba un plan regional comprehensivo para desarrollar el valle del Hudson. La Fine Arts Federation también se opuso a la autopista señalando que las estructuras elevadas eran feas y que si la actual calle se limpiara no haría falta una nueva autopista.
El City Club y el alcalde de la ciudad Jimmy Walker objetaron la autopista porque bloquearía el tráfico de carga hacia los muelles. Ellos creían que los planos deberían esperar hasta que la vía férrea en la superficie sea removida del área y, en ese momento, se vería que la autopista no era necesaria. Se hicieron paralelos con las líneas férreas elevadas para pasajeros que estaban siendo derribadas en ese tiempo. Henry Curran del City Club dijo que las estructuras elevadas "no se adaptaban a Nueva York". El City Club también objetó que hubiera más carros de pasajeros en el downtown Manhattan.
Se levantaron preocupaciones por la Liga Femenina para la protección de Riverside Park, que se opuso a la circulación de camiones a través de Riverside Park, a través de una vía que se extendiera desde el extremo norte de la autopista elevada. La Liga subrayó que el tráfico comercial debería estar prohibido al norte de la Calle 72 (como lo es la Henry Hudson Parkway).

### Propuestas de Robert Moses
La pista elevada empezó antes de que Robert Moses tuviera participación.
Sin embargo, Moses construyó grandes proyectos en la West Side Highway.
- Henry Hudson Parkway – La West Side Highway se convierte en la Henry Hudson Parkway al norte de la calle 72 gracias a los esfuerzos de Moses llamados la "mejora del lado oeste". La parkway no permite la circulación de camiones y es, parcialmente, una autopista elevada sobre las vías férreas (hoy utilizadas por Amtrak).
- Túnel Brooklyn-Battery – La autopista se conecta con el túnel Brooklyn–Battery en su extremo sur. Moses había propuesto la construcción de un "Puente Brooklyn–Battery" pero la intervención del gobierno federal obligó a Moses a usar un túnel.
- Battery Park Underpass que la conecta con la FDR Drive.

En los años 1960, Moses propuso enderezar la West Side Highway, ensanchando tanto la autopista como la Henry Hudson Parkway, y construir tanto la Lower Manhattan Expressway y la Mid-Manhattan Expressway, que conectaba rutas que habrían circulado a través de Manhattan. Ninguno de estos proyectos fue construido. Luego, con 80 años, se opuso al proyecto Westway, pero para ese tiempo su poder se había acabado y sus ideas no eran tomadas en serio. En vez de construir una autopista, Moses sólo propuso enderezar y reconstruir la West Side Highway al sur de la calle 59.  Entre las calles 59 y 72, en el sitio de patio de ferrocarril de la calle 60, propuesto elevar la autopista y moverla hacia el este para permitir un malecón y la construcción de viviendas en la esquina sureste del patio.  Esta idea fue la semilla de la construcción de Riverside South.

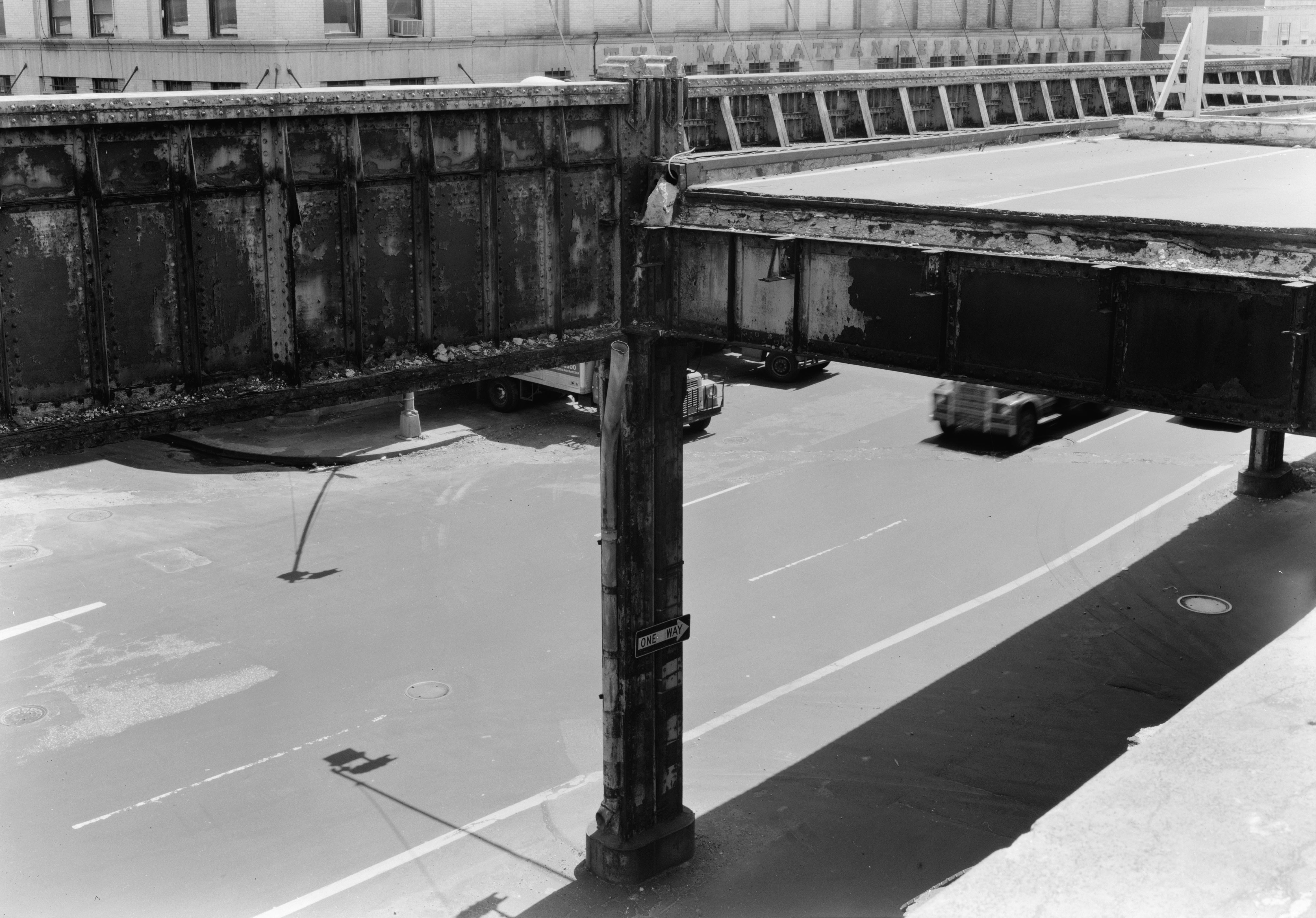
La antigua autopista elevada, colapsada a la altura de la calle 14

### Colapso de 1973
La autopista fue obsoleta casi desde el inicio. Sus carriles eran considerados demasiado angostos y no podían recibir camiones. Las rampas de salida con forma de "S" se mostraron peligrosas así como las salidas por la izquierda y los carriles de entrada que hacían peligroso el ingreso.: 10 
El 15 de diciembre de 1973, los carriles con rumbo norte entre Little West 12th Street y Gansevoort Street colapsaron bajo el peso de un camión de basura que transportaba más de 27 kilogramos de asfalto para reparaciones que se estaban haciendo en la vía. Un sedan de cuatro puertas siguió al camión por el socavón pero ninguno de los conductores resultó herido. Al día siguiente, ambas direcciones fueron cerradas indefinidamente al sur de la calle 18. Esto no sólo cerró la parte más antigua (entre Canal Street y la calle 18), sino también las partes más nuevas (al sur de Canal Street), porque las rampas al sur del colapso sólo permitían ingresos hacia la vía norte y salidas de la vía sur. La salida al norte más al sur estaba en la calle 23.

## Westway

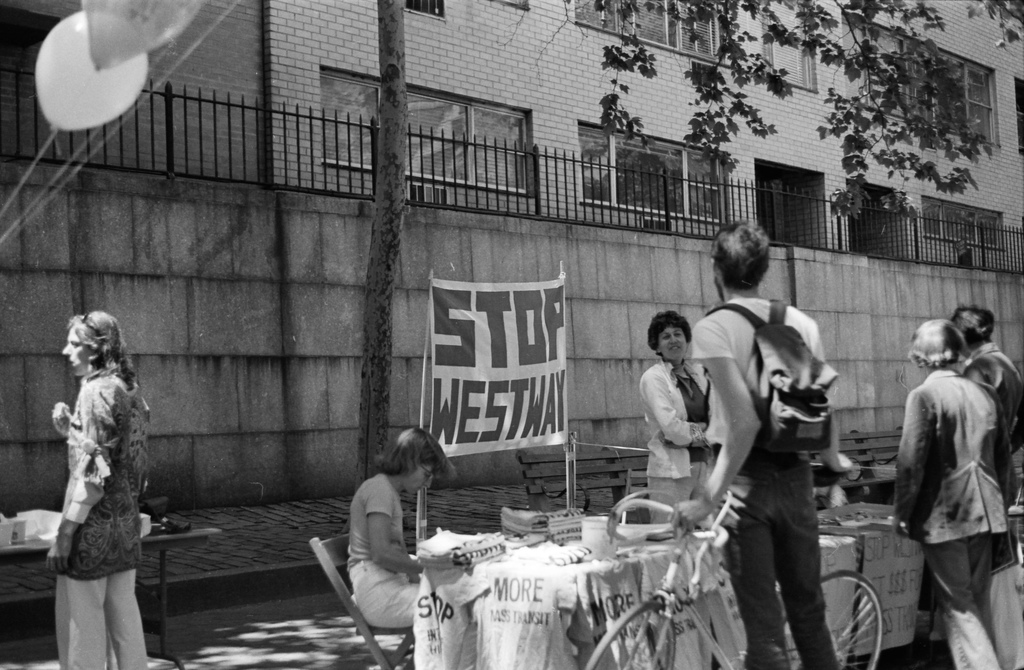
Protestantes manifestandose contra el proyecto Westway project en Nueva York

En 1971, la Urban Development Corporation (UDC) propuso reconstruir la autopista como la Interestatal 478. El estudio de orilla de la UDC pidió que la autopista sea construida sobre el agua encima de los embarcaderos en el río Hudson que estaban en su mayoría abandonados además de cientos de hectáreas de plataformas de concreto entre para la construcción de parques y edificios de departamentos. El plan final, defendido por el gobernador Nelson Rockefeller y el alcalde John Lindsay, propuso enterrar la autopista de seis carriles en un 89 hectáreas ganadas al río al sur de la calle 40 y levantar allí las construcciones adicionales en vez de en plataformas. Este proyecto fue renombrado "Westway" en 1974.
Hugh Carey, que llegó a ser gobernador, y Ed Koch, que llegó a ser alcalde, hicieron campaña juntos contra ese plan diciendo que sería un desperdicio de fondos estatales y una ganancia inesperada para los constructores privados. Luego que ambos fueran elegidos, cambiaron su posición y apoyaron el proyecto. 
En 1981, El Departamento de Transporte de la administración del presidente Ronald Reagan y el Cuerpo de Ingenieros del Ejército de los Estados Unidos aceptaron realizar la construcción con un precio total de $2.1 miles de millones de dólares. Pero, en 1982, el juez Thomas Griesa Corte de Distrito de los Estados Unidos bloqueó el permiso señalando que la vía dañaría la existencia de lubina rayada. Su orden fue confirmada por la Corte de Apelaciones del Segundo Circuito. En agosto de 1985, el juez Griesa sentenció que las agencias estatales y federales presentaron testimonios adulterados con relación a la lubina rayada. En ese mismo momento, el Congreso decidió denegar la solicitud de financiamiento para los terrenos a ganarle al río.
El 30 de septiembre de 1985, la ciudad de Nueva York dejó de lado oficialmente el proyecto, recolocó el 60% de los fondos para esta autopista al transporte público. y dejando de lado $811 millones para el "Proyecto de reeemplazo de la West Side Highway".

## Riverside South
En los años 1970, se iniciaron debates acerca de qué hacer con la sección elevada desde la Calle 72 Oeste hasta la calle 59. Una versión de Westway podría haber continuado la autopista bajo tierra hasta el puente George Washington, eliminado la sección elevada entre las calles 59 y 72 así como la Henry Hudson Parkway. Esa opción fue rechazada debido a su costo y debido a que violaría la enmienda Blumenthal que prohibía cualquier construcción de autopistas que pudiera alterar Riverside Park. El Departamento de Transporte del Estado de Nueva York (NYSDOT) rechazó la propuesta del anterior comisionado de parques Robert Moses de reubicar la sección elevada a nivel del suelo debido también a la enmienda Blumenthal así como el presunto efecto negativo en oportunidades de construcción. Donald Trump, que tenía una opción sobre la propiedad, apoyó la propuesta de Moses como una forma de fortalecer sus planes de construcción. negando así una de las objeciones del NYSDOT pero su proyectada unidad residencial de 12,000 departamentos no prosperó. Entonces el NYSDOT planeó una renovación del viaducto.
Un proyecto constructivo posterior, Lincoln West, aceptó la autopista elevada pero, aunque Lincoln West recibió la aprobación de la ciudad, no obtuvo financiamiento. Luego, Trump adquirió la propiedad y propuso la construcción de Television City, un diseño basado en un enorme podio de 13 manzanas de largo que escondería la autopista elevada. Respondiendo a la crítica, Trump cambió a los arquitectos, redujo el podio a sólo ocho manzanas de largo y cambió el nombre a Trump City.
Seis organizaciones cívicas opuestas a Trump City propusieron un plan que podría reubicar y enterrar la autopista junto con una construcción mucho menor y una extensión hacia el sur de Riverside Park. Trump eventualmente estuvo de acuerdo con este plan, conocido como Riverside South. Luego de la aprobación de la ciudad en 1992, los trabajos empezaron en el nuevo complejo de departamentos.
Como parte del acuerdo Riverside South, la Urban Development Corporation procediói con estudios ambientales y de planeamiento para una nueva autopistas. Pero la reubicación y construcción subterránea de la sección de la autopista elevada se convirtió en un tema complicado políticamente cuando, en ese mismo tiempo, el NYSDOT fue adelante con su proyecto de $70 000 000 (setenta millones) para enderezar, ensanchar y reforzar el viaducto. En el los socios mayoritarios de Trump vendieron el proyecto al Carlyle Group y a Extell Development Company. En junio del 2006, el nuevo constructor inició los trabajos de un túnel entre las calles 61 y 65 para la autopista reubicada.

## Proyecto de reemplazo de la West Side Highway

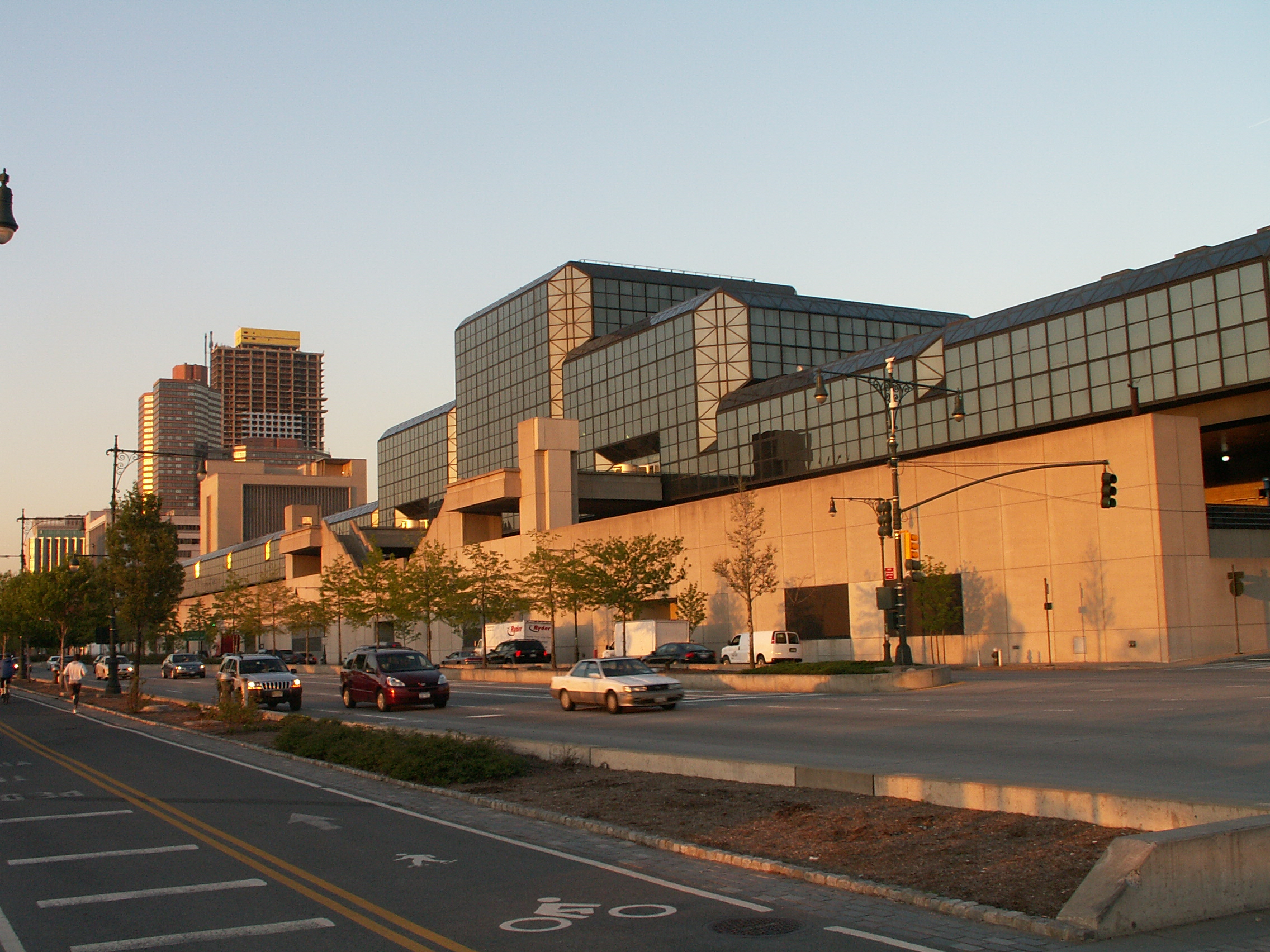
La parte menos frondosa del nuevo bulevar es la parte de los embarcaderos entre las calles 34 y 59 en Midtown. Esta imagen muestra la autopista a la altura del Jacob Javits Convention Center.La ciclovía esta en primer plano.

Luego del fin del proyecto Westway project, hubo debates acerca de que con el resto de la autopista. Vollmer Associates fue contratado por el proyecto de reemplazo de la autopista en septiembre de 1986. Hubo cuatro alternativas: tres opciones a nivel de la superficie con un número variable de carriles y calidad de pista, y una opción con una rampa separada a desnivel sobre las intersecciones con mayor tráfico. Para noviembre, una comisión fue establecida para discutir las alternativas. Cuatro días después, varias secciones de la autopista fueron acordadas. Sería una autopista elevada al norte de la calla 49, una vía expresa a altura de la superficie entre las calles 44 y 25, incluyendo una vía a nivel rumbo norte entre las calles 32 y 42, un túnel bajo un parque entre las calles 20 y 25, un bulevar a la altura de la superficie entre las calles 20 y Houston, y una rampa elevada con tres carriles entre las calles Houston y Harrison; y un bulevar de 9 carriles con rampas a bajo nivel a través de Battery Park City. Habría 26 semáforos. La propuesta fue atacada por asociaciones de transporte público, grupos ambientales y autoridades electas.
En enero de 1987, la comisión acordó por unanimidad construir la autopista como un bulevar urbano de seis carriles con una mediana tipo parque y luces decorativas. Habría un parque de 24 hectáreas de 100 millones de dólares en la periferia occidental de la autopista, la cual fue criticada por el gobernador Mario Cuomo por ser muy costosa. Luego, hubo algunos retrasos ocasionados por la renuencia de Cuomo a priorizar el proyecto. Mientras tanto, la antigua y abandonada autopista estaba siendo utilizada por ocupantes ilegales. Una de las primeras opciones a ser rechazadas en 1989 fue la construcción de un bulevar en terrenos ganados al río, que fue la misma razón de la cancelación del proyecto Westway. También hubo propuestas de construcciones tipo ensenada a lo largo del futuro bulevar.
La construcción del proyecto West Side Highway empezó a inicios de 1996. El primero de los siete segmentos del proyecto, entre las calles Clarkson y Horatio, en Greenwich Village, fue terminado en 1998.
La construcción del proyecto de reemplazo de la West Side Highway fue terminado entre el Battery Park y la calle 59 en agosto del 2001. El periodo entre el colapso de 1973 y el rechazo del proyecto Westway en 1985 fue un tiempo caótico para los conductores dado que la autopista elevada original fue desmantelada (terminando esa labor en 1989) y el tráfico fue recanalizado a autopistas temporales. La nueva autopista permitía camiones, lo que no se podía con la antigua autopista. Junto con la Henry Hudson Parkway al norte, creó un bulevar frondoso a lo largo del río Hudson desde la punta norta hasta la punta sur de Manhattan.

### Hudson River Park
Legislación emitida en junio de 1998 llevó a un acuerdo logrado por el alcalde Rudolph Giuliani y el gobernador George Pataki para crear el Hudson River Park en el lado oeste de la autopista entre la calle 59 y Battery Park. El parque consistía en 222.5 hectáreas y es el mayor parque construido en la ciudad desde Central Park. Una ciclovía que recorre todo el largo de la autopista hasta Battery Park City fue una de las primeras adiciones. Los embarcaderos actualmente están siendo renovados y otros trabajos continúan ejecutándose, siendo el "embarcadero 84" el más grande de ellos.

### Autopista Joe DiMaggio

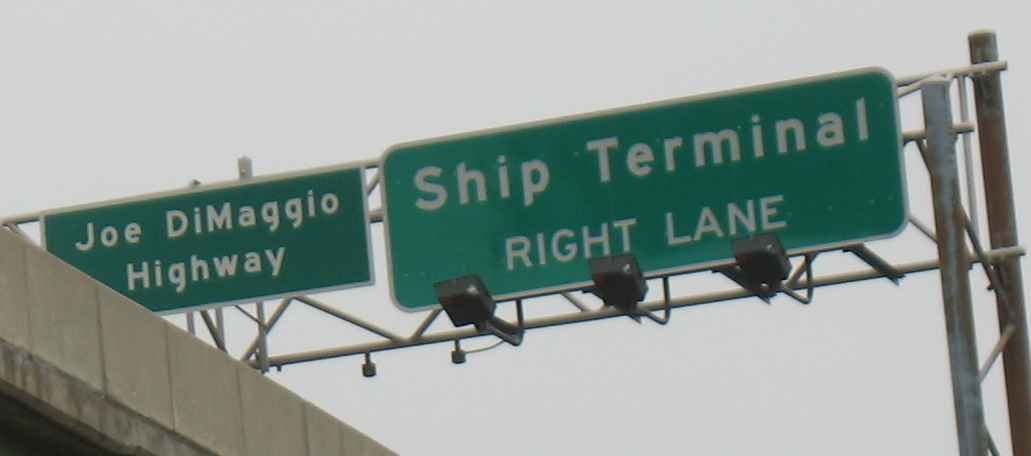
Cartel de la Autopista Joe DiMaggio en la porción elevada de la autopista.

A pesar de que la autopista tiene otros dos nombres oficiales, estos nunca fueron aceptados por la gente. El primer nombre oficial fue "Autopista Miller", en honor al presidente del consejo de la ciudad que impulsó la autopista. El 30 de marzo de 1999, ante la insistencia del alcalde Giuliani, la autopista fue renombrada por el legendario jugador de los New York Yankees Joe DiMaggio, que había muerto tres semanas antes. La legislación para cambiar el nombre de la autopista fue presentada luego de que DiMaggio muriera. Giuliani encabezó el movimiento para el cambio de nombre debido a que la autopista habría sido la vía de acercamiento al propuesto West Side Stadium en la intersección de la vía y la calle 32. DiMaggio vivió en el lado este de Manhattan.
Los carteles que llevan el nuevo y ceremonial nombre de la autopista fueron ubicados el 25 de abril de 1999. Esto se realizó en medio de la reconstrucción, terminada el 29 de marzo del 2002, luego los ataques del 11 de septiembre destruyeron parte de la vía, que fue reconstruida nuevamente. Como resultado se añadieron poca señalización con el nuevo nombre mientras que el nombre "West Side Highway" tiene varios carteles.

### 11 de septiembre del 2001 y después

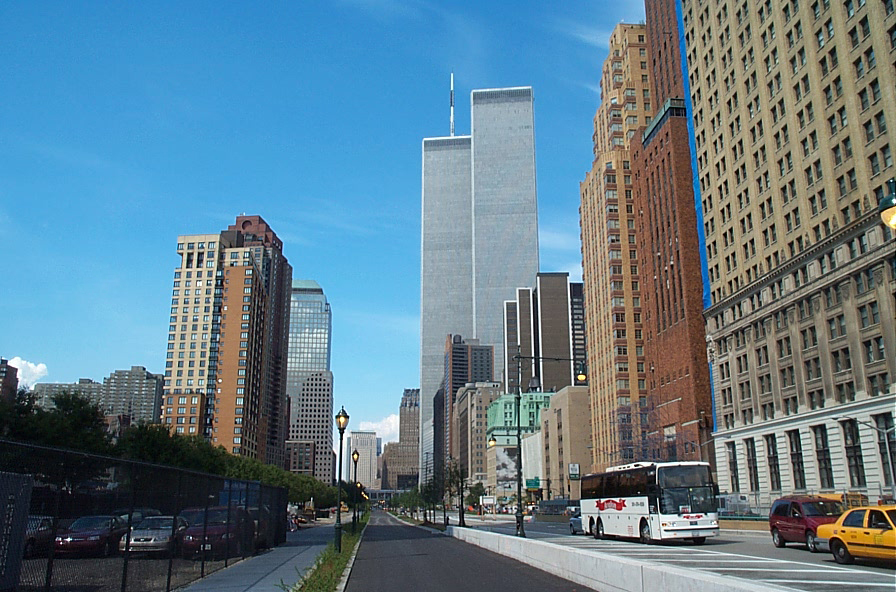
Las torres del World Trade Center tal como se veían desde la autopista a mediados del 2001.

La finalización del proyecto fue originalmente planeado para octubre del 2001, pero se demoró por años debido al daño ocasionado por los ataques del 11 de septiembre. La autopista, que pasaba justo al oeste del World Trade Center, tuvo un rol principal en los ataques y los hechos posteriores. La famosa foto de la bandera estadounidense izándose tomada por Thomas E. Franklin de The Record fue tomada en la esquina noroeste de la autopista en el sitio del desastre. Además, tres pedazos de la torre que se estrelló en la autopista fueron utilizadas en fotos icónicas de ese día. El personal de emergencia llegó a la zona cero a través de la West Side Highway y fueron saludados en ella por muchedumbres a la altura de Christopher Street a su regreso. Virtualmente todos los escombros del WTC viajaron por la autopista para ser embarcadas en barcazas. Para la segunda mitad del mes, ambulancias de fuera de la ciudad esperaban en la autopista por la posibilidad de ayudar pacientes heridos.[cita requerida]
Hubo debate sobre si se debía o no reconstruir la sección dañada de la pista como una calle de superficie o un túnel. Mientras se desarrollaba un plan maestro para la zona cero, los planes inicialmente pedían que la West Side Highway sea bajo tierra en un túnel entre esa zona y Battery Park City que esperaba que costase mil millones de dólares. Goldman Sachs, que había planeado reconstruir su sede principal en Battery Park City, anunció su intención de cancelar esos planes debido a preocupaciones acerca del tráfico y los efectos a largo plazo de los proyectos de construcción. Esto llevó al gobernador del estado George Pataki a cancelar el proyecto del túnel en favor de un bulevar. El bulevar fue terminado en el 2014.
En el 2004, las fuerzas policiales de la Autoridad Portuaria de Nueva York y Nueva Jersey y del Departamento de Policía de Nueva York anunciaron sus preocupaciones de que el entonces propuesto One World Trade Center podría estar demasiado cerca a la West Side Highway y, por lo tanto, vulnerable a coches bomba. Esto generó un total rediseño de la torre y la reubicación de su ubicación alejada de la autopista.
Solía haber cuatro puentes peatonales en West Street, dos de ellos construidos tras los ataques del 11 de septiembre. Un cruce a bajo nivel que conectaba el complejo Brookfield Place (antiguamente el World Financial Center) y la explanada del World Trade Center abierto en octubre del 2013, permitiendo que el puente peatonal adyacente a Vesey Street sea removido.
El 31 de octubre del 2017, un hombre condujo una camioneta pickup a lo largo de 1.6 kilómetros por la ciclovía del Hudson River Park, paralela a la West Side Highway, entre Houston Street y Chambers Street, matando ocho personas e hiriendo al menos 11.